# Boletales
Bộ Nấm gan bò (danh pháp khoa học: Boletales) là một bộ nấm thuộc lớp Agaricomycetes gồm hơn 1300 loài với sự đa dạng lớn về kiểu quả thể. Các loài nấm thông là những thành viên được biết tới nhiều nhất của nhóm, và cho tới gần đây, Boletales vẫn được cho rằng chỉ gồm nấm thông. Boletales hiện nay gồm cả những loài nấm tán, gasteromycetes, và những loại nấm quả thể khác.

## Các chiincertae sedis
Các một số chi được đặt trong Boletales mà i) không được hiểu rõ, ii) chưa được nghiên cứu DNA, hoặc iii) phát sinh loài cho thấy chúng không nằm trong một họ đã được đặt tên hay xác định, hay không thuộc về một họ xác định. Số này là:
- Corditubera[2]
- Corneromyces[3]
- Marthanella[4]
- Phaeoradulum[5]